# توبی سباستین
توبی سباستین (به انگلیسی: Toby Sebastian) (زاده ۲۶ فوریهٔ ۱۹۹۲) بازیگر انگلیسی است.
از فیلم‌های معروف او می‌توان به بازی در فیلم غیر مرگبار اشاره کرد.

## فیلم‌شناسی

### فیلم
| سال  | عنوان        | نقش         |
| ---- | ------------ | ----------- |
| 2012 | پس از تاریکی | Russell     |
| 2015 | غیرمرگبار    | Cash Fenton |
| 2018 | رنگ تجاری    | Cam         |

### تلویزیون
| سال       | نام          | نقش              |
| --------- | ------------ | ---------------- |
| 2015–2016 | بازی تاج‌وتخت | Trystane Martell |